# 인판테
인판테(스페인어: infante [inˈfante][*], 포르투갈어: infante 인펑티[ĩ.ˈfɐ̃.tɨ][*])와 인판타(infanta, 여성형)는 스페인과 과거 포르투갈, 브라질에서 장남을 제외한 자녀들에게 주는 공식 호칭이다. 라틴어 infans에서 유래된 말로, 원래는 단지 ‘어린이’라는 뜻이었으나, 특별히 왕실의 어린이들만을 가리키는 말이 되었다. 이 명칭은 이미 10세기부터 몇몇 귀족 가문의 아이들을 부르는 호칭으로 쓰이기 시작하였고, 12세기에 카스티야의 알폰소 8세의 재위 중 왕손들에 대한 공식 호칭으로 확정되었다. 한국어로 굳이 번역한다면, 남자는 도령(또는 도련님), 여자는 아가씨가 된다.
인판테나 인판타의 배우자들 역시 각각 인판타와 인판테의 호칭을 얻으며, 그 외에도 특별한 경우에 왕령에 의해 인판테의 자격이 주어지기도 한다. 
인판테는 스페인의 귀족 계급 중 가장 높은 등급으로서 사후 엘에스코리알의 왕실 묘지에 묻힐 자격을 얻으며, 인판테들의 자녀들은 자동으로 그란데스 데 에스파냐의 지위를 갖는다.
한편 왕손들 중 장남, 즉 왕위 계승자의 경우는 인판테라 불리지 않고, 아스투리아스 공이라는 작위 받는다.

## 같이 보기
- 친왕